# Stazione di Matsuhidai
La stazione di Matsuhidai (松飛台駅?, Matsuhidai-eki) è una stazione ferroviaria a cavallo fra le città di Matsudo e Ichikawa, nella prefettura di Chiba, in Giappone. È servita dalla linea Hokusō, gestita dalla società Ferrovia Hokusō. Il secondo nome della stazione è Yabashira cimitero (八柱霊園?, Yabashira Reien).

## Linee
Ferrovie Hokusō
● Linea Hokusō

## Struttura
La stazione è realizzata su viadotto, con mezzanino, al piano terra, e due marciapiedi laterali al secondo, collegati al mezzanino da ascensori e scale mobili e fisse.
| 1 | ● Linea Hokusō | per Higashi-Matsudo, Keisei Takasago, Oshiage, Ueno, Asakusa, Shinagawa, Haneda Aeroporto e Yokohama |
| 2 | ● Linea Hokusō | per Shin-Kamagaya, Chiba-Newtown-Chūō, Inzai-Makinohara, Inba-Nihon-Idai e Narita Aeroporto          |

## Stazioni adiacenti
| «               | Servizio          | »            |
| Linea Hokusō    | Linea Hokusō      | Linea Hokusō |
| --------------- | ----------------- | ------------ |
| Higashi-Matsudo | Locale            | Ōmachi       |
| Transito        | Espresso          | Transito     |
| Transito        | Espresso limitato | Transito     |